# 반드시 크게 들을 것
《반드시 크게 들을 것》(Turn It Up To 11)은 2010년 4월 22일에 개봉한 대한민국의 영화이다.

## 수상 경력
- 2009년 제35회 서울독립영화제 - 관객상(백승화)
- 2009년 제13회 부천국제판타스틱영화제 - 후지필름 이터나상(백승화)

## 출연진
- 캡틴록 : 내레이션 (크라잉넛)
- 리규영 : 본인 (루비살롱)
- 고소영 : 본인 (루비살롱)
- 신종길 : 본인 (루비살롱)
- 박선민 : 본인 (루비살롱)
- 이주현 : 본인 (갤럭시 익스프레스)
- 박종현 : 본인 (갤럭시 익스프레스)
- 김희권 : 본인 (갤럭시 익스프레스)
- 권기욱 : 본인 (타바코쥬스)
- 권영욱 : 본인 (타바코쥬스)
- Joe Fany : 본인 (타바코쥬스)
- 성호림 : 본인 (타바코쥬스)
- 백승화 : 본인 (타바코쥬스)
- 김창완밴드 : 밴드
- 검정치마 : 밴드
- 국카스텐 : 밴드
- 이장혁 밴드 : 밴드
- 아폴로 18 : 밴드
- 문샤이너스 : 밴드
- 더 큅 : 밴드
- 토끼풀 : 밴드
- 치즈스테레오 : 밴드
- 머디버디나이스바디 : 밴드
- 킹스턴 루디스카 : 밴드
- 룩앤리슨 : 밴드
- 김작가 : 본인
- 강재명 : 본인
- 김영아 : 본인
- 박보람 : 본인
- 우중독보행 : 본인
- 윤도현 : 본인
- 조태묵 : 본인
- 이재훈 : 본인
- 김도형 : 본인
- 박준철 : 본인
- 공연의 모든 관객들

## 제작진
- 감독 : 백승화
- 각본 : 백승화
- 제작사 : 빅풋필름
- 배급사 : (주)인디스토리
- 제작자 : 정순옥, 백종환
- 프로듀서 :  리규영,  안성민
- 촬영 :  백승화, 김현종, 김영민
- 편집 :  백승화
- 미술 : 서준교
- 사운드(음향) : 이재훈
- 조감독 : 박보람
- 메이킹 : 백동선, 박미영
- 마케팅(홍보) : 인디스토리, 곽용수
- 시각효과팀 : 서준교, 강공요, 백승화
- 예고편 : 백승화
- 포스터 : 송인혁, 이동진
- 기타스탭
  - 라선호 : 공연 제2촬영
  - 곽미현 : 해외배급
  - 상상마당 : 공연 사운드 녹음
  - 한소명 : 국내배급
  - 한혜미 : 국내배급
  - 버블껌 사운드 스튜디오 : 내레이션 녹음
  - 인천영상위원 : 제작지원
  - 장은미 : 해외배급
  - 신지민 : 공연 제2촬영
  - 조계영 : 홍보마케팅
  - 서상덕 : 홍보마케팅
  - 김예원 : 홍보마케팅
  - 박정현 : 공연 제2촬영
  - 김화범 : 국내배급
  - 정규혁 : 광고디자인 (Dwyane Wade studio)
  - 김보배 : 광고디자인(Dwyane Wade studio)
  - 우창우 : 온라인 마케팅 ((주)클루시안)
  - 손효색 : 온라인 마케팅((주)클루시안)
  - 이경천 : 온라인 마케팅((주)클루시안)
  - (주)인디플러그 : 디지털배급
  - 임지희 : 영문번역
  - 조휴일 : 영문번역
  - 조휴일 : 검수